# Ormia ochracea
Ormia ochracea är en tvåvingeart som först beskrevs av Jacques-Marie-Frangile Bigot 1889.  Ormia ochracea ingår i släktet Ormia och familjen parasitflugor. Inga underarter finns listade i Catalogue of Life.

## Bildgalleri

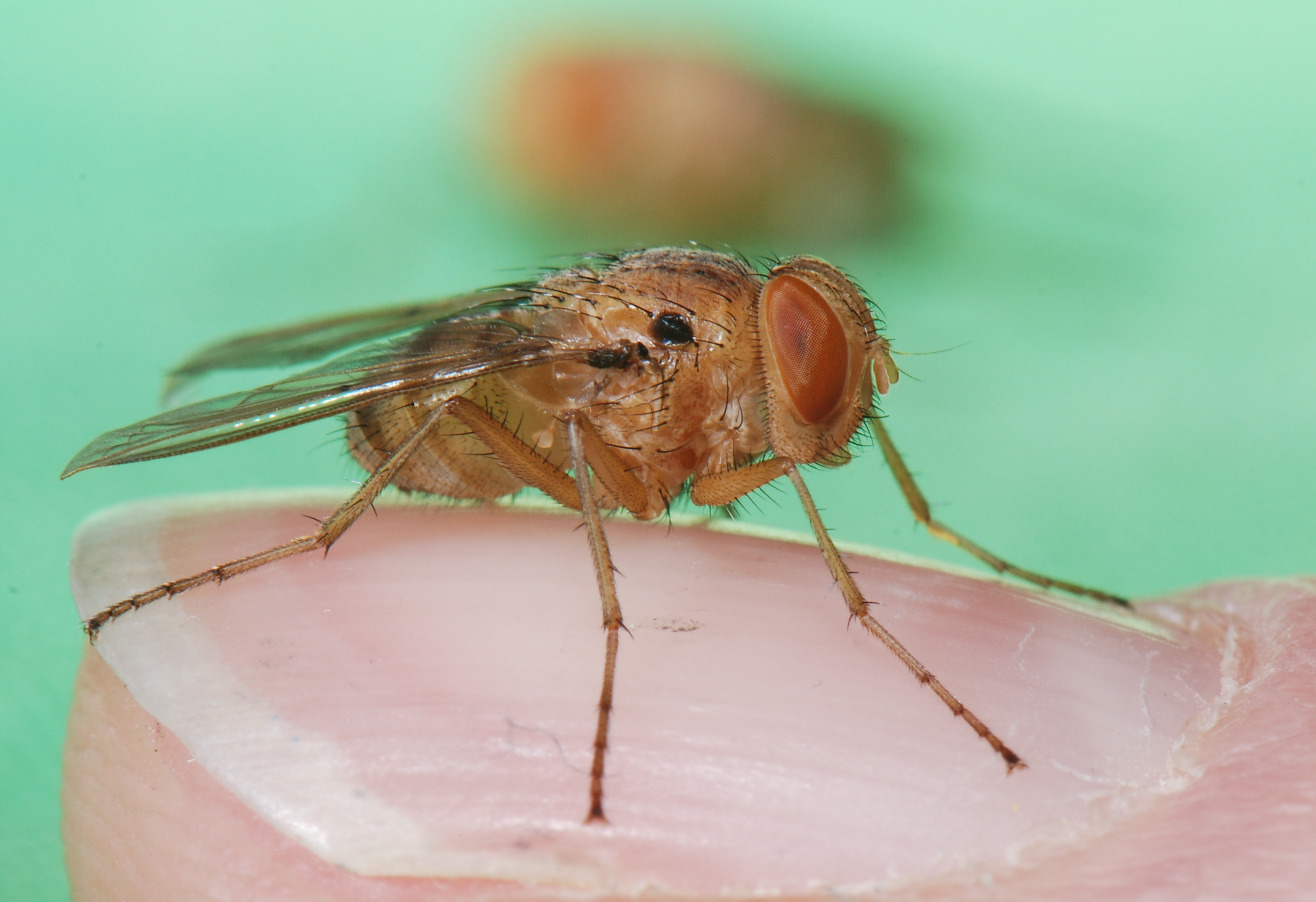